# Hans Knöll
Hans Knöll (* 7. Januar 1913 in Wiesbaden; † 26. Juni 1978 in Stralsund) war ein deutscher Arzt und Mikrobiologe. Er begründete das Zentralinstitut für Mikrobiologie und experimentelle Therapie der Akademie der Wissenschaften der DDR, das er bis 1976 leitete. Darüber hinaus war er ab 1950 Professor für Bakteriologie an der Universität Jena.

## Leben
Hans Knöll wurde 1913 in Wiesbaden geboren und studierte von 1931 bis 1935 Medizin in Frankfurt am Main. Zum 1. Mai 1932 trat er der NSDAP bei (Mitgliedsnummer 1.261.786), von 1932 bis 1935 gehörte er darüber hinaus der SA an. Ab 1935 war er zunächst wissenschaftlicher Mitarbeiter am Paul-Ehrlich-Institut für Experimentelle Therapie in Frankfurt am Main und beschäftigte sich auch mit der Filtration von Bakterien. Für die im Jenaer Glaswerk Schott & Gen. neuentwickelten Filter ganz aus Glas erarbeitete er 1937 ein akkurates Prüfverfahren. Daraufhin folgte das Angebot, ein bakteriologisches Labor im Jenaer Glaswerk aufzubauen, womit er im November 1938 begann.
Hier galt sein Interesse unter anderem dem neuen antibiotischen Wirkstoff Penicillin, den ein britisches Forscherteam 1939 isolieren konnte. Nach einigen Versuchen gelang es, diesen Wirkstoff aus Kulturen von Penicillium notatum zu gewinnen und in Jena 1942 im Labor-Maßstab herzustellen; die erste Anwendung – als Wundpulver bei einer eiternden Handverletzung – am Menschen erfolgte noch im gleichen Jahr. Die erste großtechnische Penicillin-Produktion auf dem europäischen Festland allerdings begann erst später, mit Ende des Zweiten Weltkrieges. Das bakteriologische Labor von Schott war auf 15 Mitarbeiter erweitert 1944 zum Institut für Mikrobiologie (Schott-Zeiss-Institut) geworden. Dieses lag nun nach dem Juli 1945 in der sowjetischen Besatzungszone, und die neue Militärverwaltung befahl die rasche Ausweitung der Penicillin-Produktion. Die ausgebaute Fermentationsabteilung wurde 1947 Jenapharm genannt und wuchs auf über 800 Mitarbeiter.
1950 entstand daraus das volkseigene Pharmaunternehmen VEB Jenapharm, dessen erster Direktor Hans Knöll wurde.
Im Jahr 1949 wurde Hans Knöll Dozent und ein Jahr später Professor für Bakteriologie an der Friedrich-Schiller-Universität Jena. Vier Jahre später nahm das von ihm initiierte und geleitete „Institut für Mikrobiologie und Experimentelle Therapie“ (IMET) den Forschungsbetrieb auf, das 1956 durch die Deutsche Akademie der Wissenschaften zu Berlin übernommen wurde und 1970 in Zentralinstitut für Mikrobiologie und experimentelle Therapie (ZIMET) umbenannt wurde. Der Institutsstandort auf dem Beutenberg in Jena entwickelte sich zum größten biowissenschaftlichen Forschungszentrum der DDR.
Hans Knöll starb 1978 in Stralsund an den Folgen eines auf der Fährinsel erlittenen Herzinfarkts. Sein Nachfolger als Direktor des ZIMET wurde 1976 Udo Taubeneck.

## Auszeichnungen und Gedenken
Hans Knöll war ab 1955 ordentliches Mitglied der Deutschen Akademie der Wissenschaften zu Berlin und gehörte ab 1972 der Leopoldina an. Darüber hinaus erhielt er in den Jahren 1949 und 1952 den Nationalpreis der DDR sowie 1978 den Vaterländischen Verdienstorden in Silber. Seit 1992 trägt eines der nach der deutschen Wiedervereinigung aus dem ZIMET hervorgegangenen Institute seinen Namen, zunächst als „Hans-Knöll-Institut für Naturstoff-Forschung“ (HKI), seit 2005 als „Leibniz-Institut für Naturstoff-Forschung und Infektionsbiologie - Hans-Knöll-Institut“.